# Phanetta subterranea
Phanetta subterranea is een spinnensoort in de taxonomische indeling van de hangmatspinnen (Linyphiidae).
Het dier behoort tot het geslacht Phanetta. De wetenschappelijke naam van de soort werd voor het eerst geldig gepubliceerd in 1875 door James Henry Emerton.